# Nils Sandström (friidrottare)

För andra personer med samma namn, se Nils Sandström.  
Nils Sandström, född 9 augusti 1893 i Göteborg, död 17 juni 1973 i Stockholm, var en svensk sprinter som tävlade för SoIK Hellas.
Han hade det svenska rekordet på 200 meter åren 1917 till 1920 och deltog i det svenska stafettlaget som vann brons på 4x100 meter i OS 1920.

## Karriär
Den 14 oktober 1917 i Stockholm slog Nils Sandström Rolf Smedmarks svenska rekord på 200 meter från 1914 (22,3) med ett lopp på 22,1. Han behöll rekordet till 1920 då Nils Engdahl förbättrade det till 21,9.
1920 deltog Sandström vid OS, där han var med i det svenska stafettlaget på 4x100 meter som tog bronsmedaljen (övriga deltagare i laget var Agne Holmström, Sven Malm och William Pettersson).

## Personliga rekord
- 100 m: 10,7 s (Stockholms Stadion 20 augusti 1921)[9]
- 200 m: 22,2 s (Stockholms Stadion 20 augusti 1922)[10][a]
- 200 m: 22,1 s (Stockholm 14 oktober 1917)[8]